# Achroomyces insignis
Achroomyces insignis är en svampart som beskrevs av Hauerslev 1993. Achroomyces insignis ingår i släktet Achroomyces och familjen Platygloeaceae.   Inga underarter finns listade i Catalogue of Life.